# Sabaria purpurascens
Sabaria purpurascens är en fjärilsart som beskrevs av W. Warren 1894. Sabaria purpurascens ingår i släktet Sabaria och familjen mätare. Inga underarter finns listade.